# 일본의 지방

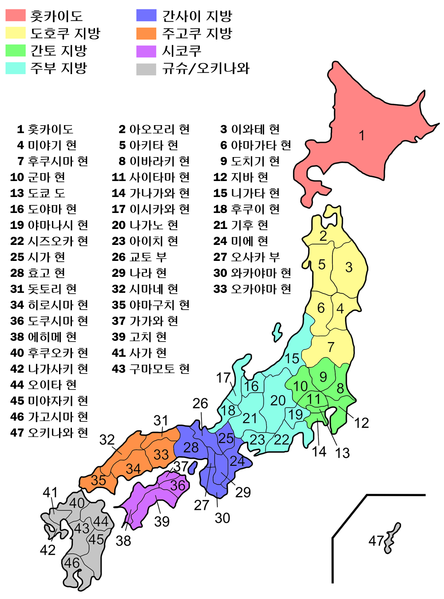
일본의 지역구분. 위쪽에서부터 홋카이도, 도호쿠, 간토, 주부, 간사이, 주고쿠, 시코쿠, 규슈.

일본의 지방을 구분할 때에는 여러 가지 방법이 있다. 일본 이외의 여러나라에서는 주로 혼슈, 규슈, 시코쿠, 홋카이도의 큰 섬 4개로 구분하고 있지만, 일본 내에서는 지방 생활권이나 역사를 통해 굳어진 명칭, 교통이나 경제·문화의 경계, 주민의 의식 등에 의해 결정되는 지방의 구분이 통용된다. 또한 가장 큰 규모의 지방행정구역인 도도부현 등으로 지방을 구분하기도 한다.

## 8개 지방 구분과 도도부현
일본의 지역 구분에 따른 일본의 도도부현의 일람으로, 주로 8개로 지방을 구분하는 것에 따라 분류하였다. 각 지방자치단체의 청사가 소재한 곳을 함께 표기하고, 이탤릭체로 정령지정도시를 따로 표시하였다.

### 홋카이도
- 홋카이도의 전행정구역
  - 하코다테 현 - 하코다테시
  - 삿포로 현 - 삿포로시
  - 네무로 현 - 네무로시

이렇게 3개 현이 놓인 적이 있었으나, 홋카이도(北海道)로 통폐합되었다.
- 도호쿠 지방
  - 소야 지청(宗谷支庁) - 왓카나이시
  - 가미카와 지청(上川支庁) - 아사히카와시
  - 루모이 지청(留萌支庁) - 루모이시
- 도토 지방
  - 아바시리 지청(網走支庁) - 아바시리시
  - 네무로 지청(根室支庁) - 네무로시
  - 도카치 지청(十勝支庁) - 오비히로시
  - 구시로 지청(釧路支庁) - 구시로시
- 도오 지방
  - 소라치 지청(空知支庁) - 이와미자와시
  - 이시카리 지청(石狩支庁) - 삿포로시
  - 시리베시 지청(後志支庁) - 아부타군(虻田郡) 굿찬정(倶知安町)
  - 이부리 지청(胆振支庁) - 무로란시(室蘭市)
  - 히다카 지청 - 우라카와군(浦河郡) 우라카와 정
- 도난 지방
  - 오시마 지청(渡島支庁) - 하코다테시
  - 히야마 지청(檜山支庁) - 히야마군(檜山郡) 에사시정(江差町)

### 혼슈
- 도호쿠 지방 : 주부 지방과 비슷한 면적으로, 남북으로 길다. 주로 기후나 교통, 정치, 역사, 경제 등에서 태평양을 접한 지역과 동해를 접한 지역으로 구분되는 경우가 많았다. 근래에 들어 육상교통이 편리해지고, 경제환경이 변화하면서 남북으로 구분하는 경우가 많아지고 있다.
  - 기타토호쿠(北東北)
    - 아오모리현 - 아오모리시
    - 이와테현 - 모리오카시
    - 아키타현 - 아키타시

  - 미나미토호쿠(南東北)
    - 미야기현 - 센다이시
    - 야마가타현 - 야마가타시
    - 후쿠시마현 - 후쿠시마시

- 간토 지방 : 제2차 세계 대전이 끝난 뒤에 도쿄 인근의 대도시권으로 집중하는 경향이 있다.
  - 기타칸토(北関東)
    - 이바라키현 - 미토시
    - 도치기현 - 우쓰노미야시
    - 군마현 - 마에바시시

  - 미나미칸토(南関東)
    - 사이타마현 - 사이타마시
    - 지바현 - 지바시
    - 도쿄도 - 신주쿠구
    - 가나가와현 - 요코하마시,가와사키시

- 주부 지방 : 지방을 지칭할 때 자주 사용되는 구분이지만, 문화나 경제·지형적 기준으로 만들어진 것은 아니기 때문에 특정하게 지역의 경계를 정하기는 힘들다. 호쿠리쿠 지방·고신에쓰 지방·도카이 지방 등으로 세분화하기도 한다.
  - 고신에쓰 지방
    - 야마나시현 - 고후시
    - 나가노현 - 나가노시
    - 니가타현 - 니가타시

  - 호쿠리쿠 지방
    - 도야마현 - 도야마시
    - 이시카와현 - 가나자와시
    - 후쿠이현 - 후쿠이시

  - 도카이 지방
    - 시즈오카현 - 시즈오카시
    - 아이치현 - 나고야시
    - 기후현 - 기후시

- 긴키 지방 : 경제권이나 문화권으로 분류할 경우에는 조금씩 달라질 수도 있다. 긴키 지방·도카이 지방·호쿠리쿠 지방 등을 참조할 것.
  - 게이한신 권
    - 시가현 - 오쓰시
    - 교토부 - 교토시
    - 오사카부 - 오사카시, 사카이시
    - 효고현 - 고베시

  - 기이반도 권
    - 나라현 - 나라시
    - 미에현 - 쓰시
    - 와카야마현 - 와카야마시

- 주고쿠 지방 : 시코쿠 지방과 함께 주고쿠·시코쿠 지방으로 묶어서 구분하기도 한다.
  - 산인 지방
    - 돗토리현 - 돗토리시
    - 시마네현 - 마쓰에시

  - 산요 지방
    - 오카야마현 - 오카야마시
    - 히로시마현 - 히로시마시
    - 야마구치현 - 야마구치시

### 시코쿠
주고쿠 지방과 함께 주고쿠·시코쿠 지방으로 묶어서 구분하기도 한다.
- 도쿠시마현 - 도쿠시마시
- 가가와현 - 다카마쓰시
- 에히메현 - 마쓰야마시
- 고치현 - 고치시

### 규슈
야마구치현과 함께 규슈·야마구치 지방이라고 하거나, 오키나와섬을 분리하기도 하며, 기타큐슈와 미나미큐슈로 구분하기도 한다.
- 북큐슈
  - 오이타현 - 오이타시
  - 후쿠오카현 - 후쿠오카시, 기타큐슈시
  - 사가현 - 사가시
  - 나가사키현 - 나가사키시
- 남큐슈
  - 구마모토현 - 구마모토시
  - 미야자키현 - 미야자키시
  - 가고시마현 - 가고시마시
  - 오키나와현 - 나하시

## 기타 구분
2가지로 구분
- 동일본·서일본

지리적 기준에만 따른 것이 아닌 도쿄와 오사카 양대도시권이나 기나이와 미나미칸토 지방을 중심으로 하는 경제·문화권에 따른 분류이기도 하다.
- 태평양측·동해측

기후나 해양 물류에 관한 구분.
3가지로 구분
- 동일본·중일본·서일본

교통이나 도쿄·나고야·오사카의 3대 경제권을 기본으로 한 분류.
보조로 이용하기 위한 구분
다른 구분에 보조적으로 이용하기 위해 구분한 것. 주로 기나이나 도쿄 등을 기준으로 하여 방위나 방향에 따라 구분한 것이다.
- 기타니혼, 미나미니혼

기나이 또는 도쿄를 중심으로 구분한 것. 기상예보시에 기타니혼은 이용하지만, 미나미니혼은 이용하지 않는다.

## 같이 보기
- 고키시치도 (홋카이도나 오키나와섬은 비포함.)
  - 일본의 구니